# Kommunistische Partei Polens (2002)
Die Kommunistische Partei Polens (poln. Komunistyczna Partia Polski, kurz KPP) ist eine kommunistische politische Partei, die 2002 gegründet wurde, sich aber in der Tradition der 1918 bis 1938 bestehenden Kommunistischen Partei Polens sieht.

## Geschichte
Die Kommunistische Partei Polens ist eine politische Partei, die im Juli 2002 gegründet wurde (registriert am 9. Oktober 2002). Der aktuelle Vorsitzende ist Krzystof Szwej.
Die KPP wurde von Funktionären gegründet, die zu einem bedeutenden Teil aus dem Bund polnischer Kommunisten Proletariat stammten, nachdem das Parteiverbot für diese in Kraft getreten war.
Am 24. Juli 2005 unterschrieb sie die Wahlübereinkunft mit den Parteien der außerparlamentarischen Linken: der RPP, der Polnischen Ökologischen Partei – die Grünen, der Polnischen Partei der Arbeit (PPA) und mit der Polnischen Sozialistischen Partei (PPS).
Bei den polnischen Parlamentswahlen 2005 kandidierte sie im Rahmen des Listenverbindung der Polnischen Partei der Arbeit gemeinsam mit der Antiklerikalen Partei des Fortschritts „RACJA“, der Polnischen Ökologischen Partei – die Grünen und der Polnischen Sozialistischen Partei. Die Wahlliste gewann 91.266 Stimmen (0,77 % Unterstützung im Landesmaßstab). Die KPP allein gewann dagegen 2106 Stimmen, was 0,02 % der Unterstützung im ganzen Land entspricht.
Die von der Partei unterstützte Kandidatin für die polnischen Präsidentschaftswahlen 2005 sollte Maria Szyszkowska sein, doch ihr Wahlstab sammelte nicht die ausreichende Zahl an Unterschriften, die ihre Kandidatur ermöglicht hätten. Deswegen unterstützte man die Kandidatur von Daniel Podrzycki, der aufgrund eines Todesfalls letztendlich nicht an den Wahlen teilnahm.
Auch bei der Parlamentswahl in Polen 2007 unterstützte die Partei die PPA.
Von ihrer Gründung 2013 bis zu ihrer Auflösung 2023 war die KPP Mitglied der Initiative kommunistischer und Arbeiterparteien Europas.

## Politisches Programm
Die KPP vertritt ein Programm, das sich auf die dauerhafte, marxistisch-leninistische Grundlage stützt sowie – wie sie selbst sagt – auf „radikale Wandlungen der Gesellschaft, der Wirtschaft und des politischen Systems“ (die Verstaatlichung der Industrie und des Großgrundbesitzes, das Ersetzen der parlamentarischen Demokratie durch eine Rätedemokratie, die sich auf direkte Wahlen von Vertretern stützt, die aus den Belegschaften der Arbeitsstätten stammen). Sie fordert weltanschauliche Freiheit, Gleichberechtigung von Frauen und Männern, besonders im Bereich der Beschäftigung und der Erziehung der Kinder. Sie lehnt die Beteiligung Polens an der NATO und der Europäischen Union ab.
Einige Mitglieder der KPP bezeichnen Josef Stalin als „Befreier der Nationen“ und Kim Jong-Il als „Großen Führer“.

### Tätigkeit der KPP im Lichte des polnischen Rechts
Art. 13 der Polnischen Verfassung der Dritten Polnischen Republik verbietet die Existenz politischer Parteien und anderer Organisationen, die sich in ihren Programmen auf totalitäre Methoden und Handlungspraktiken des Nationalsozialismus, Faschismus und des Kommunismus berufen, und auch die, deren Programm oder Tätigkeit Rassenhass und Völkerhass, die Anwendung von Gewalt mit dem Ziel, die Herrschaft oder Einfluss auf die Politik des Staates zu erringen, voraussetzt oder zulässt oder die Verheimlichung der Strukturen und der Mitgliedschaft vorsieht.
Die Existenz kommunistischer Parteien in Polen und ihre Tätigkeit sind legal, solange sie sich auf das kommunistische System (die Ideologie) selbst beziehen, mit Verzicht auf totalitäre Methoden und Praktiken. Die heutige KPP wendet nach eigenen Aussagen keine totalitären Methoden an, um die Ideologie zu verbreiten.

## Vorsitzende
- Marcin Adam (vom 14. Dezember 2002 bis zum 8. Dezember 2006)
- Józef Łachut (vom 8. Dezember 2006 bis zum 11. Dezember 2010)
- Krzysztof Szwej (vom 11. Dezember 2010 bis zum 28. Oktober 2023)
- Beata Karoń (seit dem 28. Oktober 2023)